# Ce sentimental M. Varela
Ce sentimental M. Varela ou Un inspecteur sentimental au Québec (The Sentimental Agent) est une série télévisée britannique en treize épisodes de 50 minutes, en noir et blanc, diffusée entre le 28 septembre et le 21 décembre 1963 sur le réseau ITV.
Au Québec, la série a été diffusée à partir du 3 août 1964 à la Télévision de Radio-Canada, et en France, à partir du 27 juillet 1969 sur la première chaîne de l'ORTF.

## Fiche technique
- Titre original : The Sentimental Agent
- Réalisateur :
- Producteur : Leslie Harris

## Distribution
- Carlos Thompson : Carlos Varela
- Burt Kwouk : Chin
- Clemence Bettany : Suzy Carter
- John Turner (en) : Bill Randle

## Épisodes
1. Et tout ça (All that Jazz)
2. Le Bénéficiaire (The Beneficiary)
3. Livraison express (Express Delivery)
4. Ne jamais jouer aux cartes avec des étrangers (Never Play Cards with Strangers)
5. Que les Saints préserve nous (May the Saints Preserve Us)
6. Titre français inconnu (Meet My Son, Henry)
7. Un peu de douceur et de lumière (A Little Sweetness and Light)
8. La Hauteur de la mode (The Height of Passion)
9. Une intrigue très souhaitable (A Very Desirable Plot)
10. Finition école (Finishing School)
11. Le Défilement de l'Islam (The Scroll of Islam)
12. Titre français inconnu (Not Quite Fully Covered)
13. Titre français inconnu (A Box of Tricks)